# Supercoppa serba 2020 (pallavolo maschile)
La Supercoppa serba 2020 si è svolta il 23 settembre 2020: al torneo hanno partecipato due squadre di club serbe e la vittoria finale è andata per la terza volta, la seconda consecutiva, al Vojvodina.

## Regolamento
Le squadre hanno disputato una gara unica.

## Squadre partecipanti
| Squadra   | Qualificazione                                         | Ultima partecipazione |
| --------- | ------------------------------------------------------ | --------------------- |
| Vojvodina | Vincitrice Superliga 2019-20 e Coppa di Serbia 2019-20 | Supercoppa serba 2019 |
| Partizan  | Finalista Coppa di Serbia 2019-20                      | Supercoppa serba 2011 |

## Torneo
| 23 settembre 2020 SPC Vojvodina, Novi Sad Durata: 1h:43 - Spettatori: ? | Vojvodina | 3 - 1 | Partizan | 25-19, 23-25, 25-22, 25-17 |